# His Only Father
His Only Father (em português:  Seu único pai) é um curta-metragem norte-americano de 1919, do gênero comédia, estrelado por Harold Lloyd. É agora um filme perdido.

## Elenco
- Harold Lloyd
- Snub Pollard
- Bebe Daniels
- Sammy Brooks
- Lige Conley - (como Lige Cromley)
- Frank Daniels
- Charles Inslee
- Mark Jones
- Dee Lampton
- Gus Leonard
- Marie Mosquini

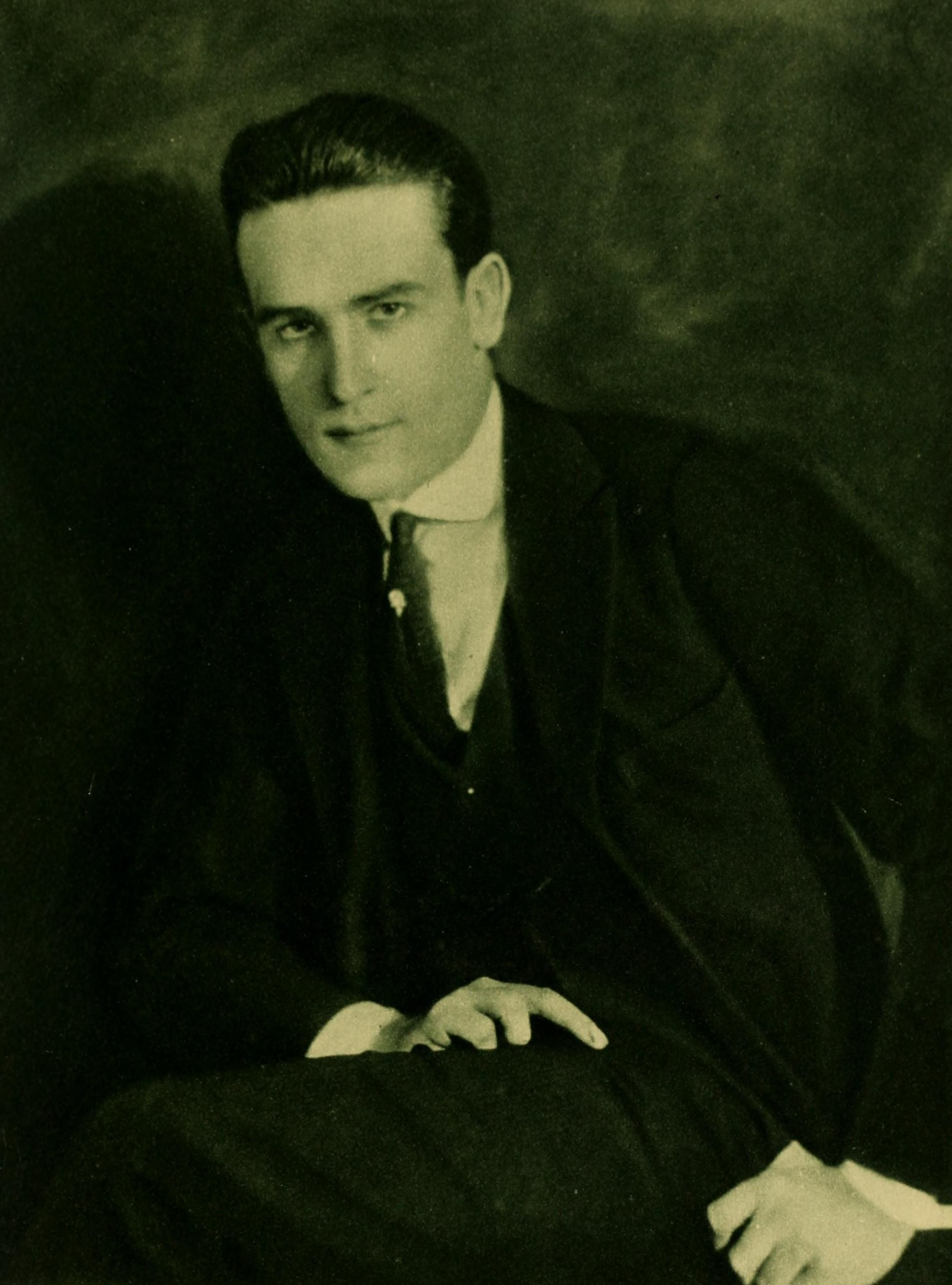
Harold Lloyd

- Fred C. Newmeyer - (como Fred Newmeyer)
- H.L. O'Connor
- Charles Stevenson - (como Charles E. Stevenson)
- Noah Young